# Eriopyga fulvida
Eriopyga fulvida är en fjärilsart som beskrevs av Druce 1905. Eriopyga fulvida ingår i släktet Eriopyga och familjen nattflyn. Inga underarter finns listade i Catalogue of Life.